# 沼田椅子製作所
沼田椅子製作所（ぬまたいすせいさくしょ）は、日本のインテリアメーカーである。
株式会社。北海道石狩市に本社を構える。2006年より直営店として、ソファ専門店「blocco」を展開する。
1959年（昭和34年）創業のソファーメーカーで、主に椅子を中心とし、主に椅子を中心としたインテリアの製造・販売等を行う。1975年の第18回全日本優良家具展にて内閣総理大臣賞を受賞した。

## 歴史・沿革
- 1953年 (昭和28年) - 北海道札幌市琴似町八軒にて沼田豊治により個人経営創業。
- 1959年 (昭和34年) - 株式会社沼田椅子製作所を設立する。
- 1963年 (昭和38年) - 札幌木工団地に工場を新築し本社も移転。
- 1975年 (昭和50年) - 札幌市曙の手稲工業団地に手稲工場を新築。
- 1975年 (昭和50年) - 第18回全日本優良家具展にて内閣総理大臣賞を受賞する。
- 1979年 (昭和54年) - 代表取締役社長に沼田俊一が就任。
- 1993年 (平成5年) - 石狩市新港中央3丁目に工場新築し、札幌木工団地より本社も移転する。
- 1997年 (平成9年) - 石狩工場第2期建設し、手稲工場を移転する。